# Il libro del morto
Il libro del morto (The Book of the Dead) è un romanzo giallo dell'autore britannico Robert Richardson, edito nel 1989. Si tratta del terzo episodio che ha come protagonista August Maltravers.

## Trama
Una tempesta improvvisa, una macchina che si guasta nel momento meno opportuno in una zona quasi disabitata ed il repentino apparire di una villa nella quale August Maltravers, scrittore ed investigatore dilettante, è costretto a rifugiarsi sono gli elementi che danno il via alla narrazione. La villa è Carwelton Hall, un vero e proprio gioiello gotico sperduto nella campagna inglese, ed i suoi proprietari, l'anziano avvocato Charles Carrington e la bella e giovane moglie Jennifer, accolgono il viaggiatore con estrema cortesia. Da loro Maltravers, che  è in viaggio per raggiungere degli amici, i coniugi Stapleton, apprende che essi sono amici e vicini dei Carrington.
Al di là della cortesia con la quale viene accolto, Maltravers percepisce tuttavia nell'atmosfera della dimora strane tensioni... come se l'odio per qualcosa o per qualcuno aleggiasse in ogni stanza e con esso si accompagnasse la paura.
Poi Carrington gli rivela uno straordinario segreto: dice di essere venuto in possesso di una storia inedita di Arthur Conan Doyle con protagonista Sherlock Holmes, tuttavia l'emozione e la curiosità per questa rivelazione durano ben poco. Un delitto scuote l'apparente tranquillità di Carwelton Hall ed il vecchio avvocato viene trovato morto, ucciso a colpi di fucile. Le indagini della Polizia Giudiziaria, coordinate dal Sovrintendente Brian Lambert, puntano in un'unica direzione e presto si concentrano su un solo nome. August, però, non condivide la tesi degli investigatori ed inizia a compiere delle indagini per proprio conto districandosi in una fitta rete di rapporti sociali finché con l'aiuto di un manoscritto antico di cento anni...

## Personaggi principali
- August Maltravers: Scrittore e investigatore dilettante
- Charles Carrington: Avvocato, proprietario di Carwelton Hall
- Jennifer: Sua moglie
- Malcom Stapleton: Direttore del Cumbrian Chronicle
- Lucinda Stapleton: Sua moglie
- Charlotte Quinn: Amica dei Carrington
- Duggie Lydden: Amante di Jennifer Carrington
- Geoffry Howard: Ingegnere
- Alan Morris: Vicario di Attwater
- Tess Davy: Attrice
- Brian Lambert: Sovrintendente della Polizia Giudiziaria
- Donald Moore: Sergente della Polizia Giudiziaria
- Jan Drover: Agente della Polizia Giudiziaria

## Edizioni in italiano
- Robert Richardson , Il libro del morto, collana Il Giallo Mondadori n. 2224, Milano, 1991